# Sorex fumeus
Sorex fumeus (мідиця димчаста) — вид роду мідиць (Sorex) родини мідицевих (Soricidae).

## Поширення
Країни поширення: Канада (Нью-Брансвік, Нова Шотландія, Онтаріо, Квебек), США. Вид найпоширеніший у вологих лісистих районах, як хвойних так і листяних порід.

## Опис
Це тварина тьмяно-сірого кольору з більш світлими низом і з довгим хвостом, який коричневого кольору зверху, а знизу жовтуватий. Тіло близько 11 см в довжину, включаючи 4 см хвіст; вага близько 5 гр.

## Стиль життя
Споживає головним чином комах і дощових хробаків. Вид активний протягом дня і ночі. Робить великі нори в опалому листі на лісовій ґрунті. Хижаки: сови, змії і куницеві.
Розмножується з березня по серпень. Вагітність, триває три тижні. Народжується 2—7 дитинчат, в середньому 5. До трьох приплодів можуть бути за рік.